# Miasteczko Krajeńskie (gmina)
Miasteczko Krajeńskie est une gmina rurale du powiat de Piła, Grande-Pologne, dans le centre-ouest de la Pologne. Son siège est le village de Miasteczko Krajeńskie, qui se situe environ 20 km au sud-est de Piła et 77 km au nord de la capitale régionale Poznań.
La gmina couvre une superficie de 70,72 km2 pour une population de 3 204 habitants.

## Géographie

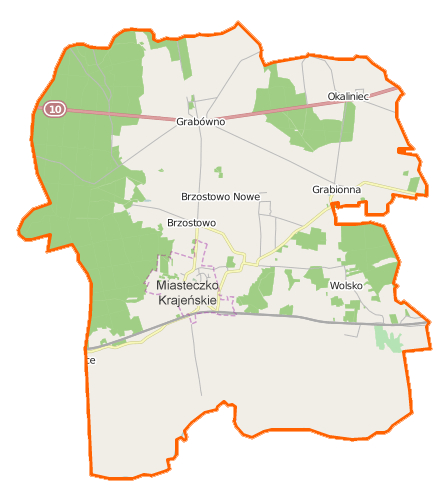
Plan de la gmina.

Outre le village de Miasteczko Krajeńskie, la gmina inclut les villages de:
- Arentowo
- Brzostowo
- Grabionna
- Grabówno
- Miasteczko-Huby
- Okaliniec
- Wolsko

### Gminy voisines
La gmina de Miasteczko Krajeńskie est bordée des gminy de:
- Białośliwie
- Chodzież
- Kaczory
- Szamocin
- Wysoka

## Structure du terrain
D'après les données de 2002, la superficie de la commune de Miasteczko Krajeńskie est de 70,72 km2, répartis comme tel :
- terres agricoles : 63 %
- forêts : 26 %

La commune représente 5,58 % de la superficie du powiat.

## Démographie
Données du 30 juin 2004 :
| description        | Total  | Total | Femmes | Femmes | Hommes | Hommes |
| ------------------ | ------ | ----- | ------ | ------ | ------ | ------ |
| Unité              | Nombre | %     | Nombre | %      | Nombre | %      |
| population         | 3 192  | 100   | 1 582  | 49,6   | 1 610  | 50,4   |
| Densité (hab./km2) | 45,1   | 45,1  | 22,4   | 22,4   | 22,8   | 22,8   |